# Ionizovaný plyn
Ionizací plynu vzniká ionizovaný plyn. Pro ionizaci se některé molekuly plynu rozštěpí na elektron a kladný iont. Plamen nebo záření jsou ionizátory, které dodávají elektronům energii potřebnou k jejich odtržení. Elektron se může spojit s neutrální molekulou a vytvořit záporný iont.
Vzduch je vždy alespoň částečně ionizován účinkem kosmického záření a radioaktivity zemské kůry. Běžně vzniká v 1 cm³ vzduchu každou sekundu přibližně 10 kladných iontů a elektronů.
Elektrické vlastnosti ionizovaného plynu můžeme měřit pomocí ionizační komory. Je zhotovena jako deskový kondenzátor v kovovém krytu s okénkem, kterým do prostoru mezi deskami proniká ionizující záření. Při zvyšování napětí získáváme měřením odporu kondenzátoru voltampérovou charakteristiku výboje.
Formou ionizovaného plynu je plazma.